# Крекінг-установка в Калверт-Сіті
Крекінг-установка в Калверт-Сіті – підприємство нафтохімічної промисловості в Кентуккі. Одне з небагатьох у США, розташованих поза регіоном Мексиканської затоки. 
Установка парового крекінгу (піролізу) компанії Westlake діє на південному березі річки Теннессі незадовго до її впадіння в Огайо починаючи з 1964 року. Її потужність станом на середину 1990-х складала 170 тисяч тонн етилену на рік, а до початку 2010-х була доведена до 204 тисяч тон. За цим послідувала серйозна модернізація, внаслідок якої станом на 2015 рік річний вихід етилену збільшився до 286 тисяч тонн. При цьому відбулась важлива зміна у технології – якщо первісно установка споживала 100% пропану (що робило її єдиною в своєму роді у США), то після модернізації сировина так само на 100% складається з етану.
Варто відзначити, що великий додатковий ресурс останнього газу з’явився в країні внаслідок «сланцевої революції», що призвело не лише до модернізації існуючих, але й спорудження цілого ряду нових потужних виробництв етилену (наприклад, в Бівер-Каунті вище по течії Огайо). Для установки в Кентуккі джерелом етану стала розробка сланцевої формації Утіка в регіоні Чикаго/Огайо.